# Efekt Aharonova-Bohma
Efekt Aharonova-Bohma, również efekt Ehrenberga-Sidaya-Aharonova-Bohma – zjawisko kwantowomechaniczne, w którym naładowana cząstka odczuwa obecność pola elektromagnetycznego w obszarach, gdzie tego pola nie ma. Taki efekt pokazuje, że znajomość lokalnych pól nie wystarcza, by przewidzieć ewolucję układu kwantowego.
Pierwsi przewidzieli ten efekt dwaj fizycy, Werner Ehrenberg i Raymond E. Siday, w 1949 roku, a później Yakir Aharonov i David Bohm odkryli podobne zjawiska. Efekt pojawi się w przypadku zarówno pól magnetycznych, jak i elektrycznych, ale jest łatwiejszy do zmierzenia w przypadku pola magnetycznego.
Cząstka jest wrażliwa na różnicę potencjałów między różnymi torami przy interferencji, choćby związane z tą różnicą pole ograniczało się do obszaru, do którego cząstka nie mogła się przedostać. Dla pola magnetycznego doświadczenie polegało na umieszczeniu pomiędzy dwiema szczelinami, przez które miał przechodzić elektron, monokryształu żelaza w postaci cienkiego „drutu”, namagnesowanego podłużnie – jego pole magnetyczne było tylko wewnątrz niego, i elektron nie mógł się tam dostać, ale potencjał wektorowy tego pola był różny po obu stronach „drutu” – elektron to „zauważył” i zmienił się obraz interferencyjny.
Potencjał występował w równaniach opisujących kwantową cząstkę od początku; uważano, że to jest błąd, bo „potencjał nie ma znaczenia fizycznego”, i próbowano zmienić te równania – bez powodzenia. Zaobserwowane zjawisko pokazało, że to nie błąd. Efekt został potwierdzony eksperymentalnie. Przegląd ogólny wyników znaleźć można w publikacji Peshkina i Tonomury (1989).
Istnienie analogicznego zjawiska dla pola grawitacyjnego również zostało potwierdzone eksperymentalnie.

## Znaczenie
W XVIII i XIX wieku fizyka była zdominowana przez dynamikę Newtona, z naciskiem na pojęcie siły. Zjawiska elektromagnetyczne rozpracowywane poprzez serię eksperymentów, w których mierzono siły pomiędzy ładunkami, prądami i magnesami, w różnych konfiguracjach. W końcu powstał opis tego, w jaki sposób ładunki, prądy i magnesy oddziałują na siebie jako lokalne źródła pól siły, działające na inne źródła przy pomocy siły Lorentza. Ponieważ obserwowane właściwości pola elektrycznego były bezwirowe, a pola magnetyczne okazały się być pozbawione dywergencji, było możliwe opisanie pól elektrostatycznych jako gradientu skalarnego potencjału (potencjału elektrostatycznego Coulomba, analogicznego, w sensie matematycznym, do klasycznego potencjału grawitacyjnego), a stacjonarnych pól magnetycznych jako wiru potencjału wektorowego (wówczas była to nowa koncepcja). Język potencjałów bez problemów uogólniał się do w pełni dynamicznych przypadków, gdyż wszystkie efekty fizyczne opisane były przez pola, będące pochodnymi potencjałów, jednak potencjały (w przeciwieństwie do pól) nie były jednoznacznie określone przez efekty fizyczne.
Efekt Aharonova-Bohma jest ważny konceptualnie, gdyż dotyczy trzech kwestii widocznych w przeformułowaniu klasycznego elektromagnetyzmu Maxwella w teorię cechowania, które bez mechaniki kwantowej byłyby potraktowane jako matematyczne przeformułowanie bez znaczenia fizycznego. Eksperyment myślowy Aharonova-Bohma i jego eksperymentalna realizacja wskazywały, że implikacje te nie były czysto filozoficzne.
Te trzy kwestie to:
1. czy potencjały są „fizyczne” czy też są to tylko wygodne narzędzia do obliczania pól siły;
2. czy zasada najmniejszego działania jest fundamentalna;
3. zasada lokalności.

Z tych powodów efekt Aharonova-Bohma został wybrany przez magazyn „New Scientist” jako jeden z „siedmiu cudów świata kwantowego”.

### Potencjały a pola
Powszechnie twierdzi się, że efekt Aharonova-Bohma ilustruje fizyczność potencjałów elektromagnetycznych, {\displaystyle \Phi } i A, w mechanice kwantowej. W ujęciu klasycznym znaczenie fizyczne miało jedynie pole elektromagnetyczne, podczas gdy potencjały były jedynie czysto matematyczną konstrukcją, która ze względu na swobodę cechowania nie była nawet ustalona dla danego pola elektromagnetycznego.
Jednakże Vaidman podważył tę interpretację wykazując, że efekt AB można wyjaśnić bez potencjałów dopiero wtedy, gdy będziemy mieli pełny kwantowy opis ładunków, będących źródłem pola elektromagnetycznego. Zgodnie z tym podejściem, potencjał w mechanice kwantowej jest tak samo fizyczny (lub niefizyczny) jak miało to miejsce klasycznie.

### Globalne działanie a lokalne siły
Efekt Aharonova-Bohma ilustruje również mechanika Lagrange’a, oparta na energiach, nie jest jedynie pomocą obliczeniową w stosunku do podejścia newtonowskiego, bazującego na siłach. Zatem rzeczony efekt uwiarygadnia spojrzenie, że siły nie są kompletnym opisem fizyki i należy uwzględnić potencjały energetyczne. W opracowanym przez Feynmana całkowaniu po trajektoriach, potencjał pola w bezpośredni sposób zmienia fazę funkcji falowej elektronu, co daje mierzalne efekty.

### Lokalność efektów elektromagnetycznych
Efekt Aharonova-Bohma pokazuje, że lokalne pola A i B nie zawierają pełnej informacji o polu elektromagnetycznym, i należy zamiast tego użyć czteropotencjału elektromagnetycznego ({\displaystyle \Phi ,} A). Korzystając z twierdzenia Stokesa, można obliczyć wartość efektu za pomocą samego pola elektromagnetycznego, lub też samego czteropotencjału. Jednak używając pól elektromagnetycznych, efekty zależą od wartości pól w miejscach, w których cząstka jest nieobecna. Dla kontrastu, gdy używa się elektromagnetycznego czteropotencjału, efekt zależy od jedynie od wartości potencjału w miejscu w regionie dostępnym dla cząstki. Można więc albo porzucić zasadę lokalności, czemu wiele fizyków jest niechętnych, albo przyjąć, że czteropotencjał lepiej opisuje elektromagnetyzm, niż samo pole elektromagnetyczne. Z drugiej strony, efekt AB jest typowo kwantowy. Mechanika kwantowa znana jest z występowania w niej efektów nielokalnych (chociaż wciąż nie pozwalających na komunikację nadświetlną), a Vaidman twierdził, że jest to po prostu kolejna nielokalność, tylko w innej formie.
W klasycznym elektromagnetyzmie, oba opisy są równoważne. Dodając mechanikę kwantową, potencjał elektromagnetyczne {\displaystyle \Phi } i A jawią się jako bardziej podstawowe. Mimo to, wszystkie obserwowalne efekty są ostatecznie wyrażane jako pola elektromagnetyczne, E i B. Jest to interesujące, ponieważ, choć można wyliczyć te pola z czteropotencjału, z powodu swobody cechowania, nie jest możliwa operacja odwrotna.

## Efekt magnetycznego solenoidu
Magnetyczny efekt Aharonova-Bohma można traktować jako wynik wymogu, aby mechanika kwantowa była niezmiennicza względem wyboru cechowania dla potencjału elektromagnetycznego, którego część stanowi magnetyczny potencjał wektorowy A.
Teoria elektromagnetyzmu implikuje, że cząstka o ładunku {\displaystyle q,} podróżująca po ścieżce {\displaystyle P} w regionie zerowego pola magnetycznego B, ale niezerowego pola A {\displaystyle (\mathbf {B} =0=\nabla \times \mathbf {A} ),} doświadcza przesunięcia fazowego {\displaystyle \varphi ,} danego w jednostkach SI jako
{\displaystyle \varphi ={\frac {q}{\hbar }}\int _{P}\mathbf {A} \cdot d\mathbf {x} .}
Zatem cząstki, które mają takie same punkty startu i mety, ale poruszające się po różnych trasach, będą miały różnicę fazy {\displaystyle \Delta \varphi } określoną przez strumień magnetyczny {\displaystyle \Phi _{B}} przez obszar pomiędzy ścieżkami cząstek (za pomocą twierdzenia Stokesa i {\displaystyle \nabla \times \mathbf {A} =\mathbf {B} }), dany jako
{\displaystyle \Delta \varphi ={\frac {q\Phi _{B}}{\hbar }}.}

Schemat doświadczenia z podwójną szczeliną, w którym można zaobserwować efekt Aharonova-Bohma: elektrony przechodzą przez dwie szczeliny, interferując na ekranie obserwacyjnym. Gdy w cylindrycznym solenoidzie pojawi się pole magnetyczne, wzór interferencyjny zmieni się.

W mechanice kwantowej, ta sama cząstka może przebyć drogę pomiędzy punktami po wielu różnych ścieżkach. Tym samym różnica fazy może być zaobserwowana poprzez umiejscowienie solenoidu pomiędzy dwiema szczelinami interferometru z doświadczenia Younga (lub w odpowiedniku). Idealny solenoid (czyli nieskończenie długi i o doskonale jednorodnym rozkładzie prądu) ogranicza pole magnetyczne B, ale nie wytwarza żadnego pola na zewnątrz cylindra, i tym samym naładowana cząstka (np. elektron), przemieszczająca się na zewnątrz, nie doświadcza obecności pola magnetycznego. Jednakże istnieje na zewnątrz solenoidu, wewnątrz otoczonego strumienia, potencjał wektorowy A (bezpętlowy), zatem względna faza cząstek przechodzących przez jedną lub drugą szczelinę jest zależna od prądu płynącego w solenoidzie. Odpowiada to obserwowanemu przesunięciu prążków interferencyjnych na płaszczyźnie obserwacyjnej.
Ten sam efekt fazowy odpowiedzialny jest za wymóg skwantowanego strumienia w pętlach nadprzewodzących. Kwantyzacja ta zachodzi, gdyż funkcja falowa nadprzewodnictwa musi być pojedynczo wartościowana: jej różnica fazy {\displaystyle \Delta \varphi } wokół zamkniętej pętli musi być całkowitą wielokrotnością 2π (przy ładunku {\displaystyle 1=q=2e}) dla elektronowych par Coopera, a tym samym strumień musi być wielokrotnością {\displaystyle h/2e.} Kwant strumienia nadprzewodzącego został przewidziany przed Aharonovem i Bohmem przez F. Londona w 1948 roku przy użyciu modelu fenomenologicznego.
Twierdzi się, że pierwszych potwierdzeń eksperymentalnych dokonał Robert G. Chambers w 1960 roku w interferometrze elektronowym z polem magnetycznym wytwrzanym w żelaznej igle, a wczesne prace na ten temat podsumowuje Olariu i Popèscu (1984). Jednakże następni autorzy kwestionowali poprawność szeregu z nich ze względu na wątpliwości co do zupełnego ekranowania elektronu od pola magnetycznego. Wczesny eksperyment, w którym dzięki zupełnemu wykluczeniu pola magnetycznego z obszaru elektronu (dzięki użyciu nadprzewodzącej taśmy) zaobserwowano jednoznacznie efekt Aharonova-Bohma, został przeprowadzony przez Tonomura et al. w 1986 roku. Zakres efektu oraz zastosowania rosną. Webb et al. (1985) zademonstrowali oscylacje Aharonova–Bohma w zwykłym, nie nadprzewodzącym metalowym pierścieniu. Obserwację tę omawia Schwarzschild (1986) oraz Imry & Webb (1989). Bachtold et al. (1999) zaobserwowali efekt w nanorurkach węglowych (omówienie: Kong et al. (2004)).

## Efekt elektryczny
Tak samo, jak funkcja falowa zależy od magnetycznego potencjału wektorowego, tak samo zależy ona od skalarnego potencjału elektrycznego. Konstruując sytuację, w której potencjał elektrostatyczny zmienia się dla dwóch torów cząstki, przez obszary o zerowym polu elektrycznym, przewiduje się efekt Aharonova-Bohma, obserwowalny za pomocą zmiany wzorca interferencji na skutek zmiany fazy. Ponownie, klasycznie rzecz biorąc, brak pola elektrycznego oznaczałby, że nie powinno być żadnego efektu.
Z równania Schrödingera wynika, że funkcja własna z energią {\displaystyle E} wynosi {\displaystyle \exp(-iEt/\hbar ).} Jednakże energia zależy od potencjału elektrostatycznego {\displaystyle V} dla cząstki o ładunku {\displaystyle q.} W szczególności, dla regionu o stałym {\displaystyle V} (brak pola), energia potencjału elektrycznego {\displaystyle qV} jest po prostu dodawana do {\displaystyle E,} co daje przesunięcie fazy:
{\displaystyle \Delta \phi =-{\frac {qVt}{\hbar }},}
gdzie {\displaystyle t} jest czasem spędzonym w tym potencjale.
Początkowa propozycja teoretyczna dla tego efektu sugeruje doświadczenie, w którym ładunki przechodzą przez przewodzący cylinder po dwóch ścieżkach, będąc osłanianymi przed zewnętrznym polem elektrycznym w regionie swojej trasy, jednak z możliwością zmiany potencjału poprzez ładowanie elektryczne cylindra. Okazuje się to jednak trudne w realizacji. Zaproponowano więc zamiast tego inne doświadczenie, obejmujące pierścieniową geometrię, przerwaną tunelowymi barierami, o napięciu {\displaystyle V,} łączącym potencjały obu połówek pierścienia. Sytuacja ta również ujawnia przesunięcie fazy Aharonova-Bohma, i została zaobserwowana eksperymentalnie w 1998 roku.

## Nano-pierścienie Aharonova-Bohma
Nano-pierścienie powstały przez przypadek, podczas próby stworzenia kropek kwantowych. Mają one interesujące własności optyczne, związane z ekscytonami oraz efektem Aharonova-Bohma. Zastosowania tych pierścieni, używanych jako kondensatory lub bufory światła, obejmują obliczenia optyczne i technologię komunikacyjną. Trwa analiza i pomiary faz geometrycznych w pierścieniach mezoskopowych.
Szereg eksperymentów, w tym niektóre z 2012 roku, wykazało oscylacje Aharonova-Bohma w prądzie fali ładunku (CDW) względem strumienia magnetycznego, o dominującym okresie równym {\displaystyle h/2e} przez pierścienie CDW aż do 85 µm w obwodzie o 77 K. Zachowanie to jest podobne do kwantowego nadprzewodzącego urządzenia do interferencji (SQUID).